# Dolbina parva
Dolbina parva är en fjärilsart som beskrevs av Matsumura 1921. Dolbina parva ingår i släktet Dolbina och familjen svärmare. Inga underarter finns listade i Catalogue of Life.